# انتسو فی‌یرمونته
انتسو فی‌یرمونته (ایتالیایی: Enzo Fiermonte؛ ۱۷ ژوئیهٔ ۱۹۰۸ – ۲۲ مارس ۱۹۹۳) که گاهی با نام هنری «ویلیام بـِرد» شناخته می‌شود، هنرپیشه، کارگردان، فیلم‌نامه‌نویس و بوکسور اهل ایتالیا بود.

## فیلم‌شناسی
- زندگی زیباست (۱۹۷۹)
- کالیفرنیا (۱۹۷۷)
- مانایا (۱۹۷۷)
- تابلوی خانواده در صحنه‌ای از زندگی روزانه (۱۹۷۴)
- مردی از شرق (۱۹۷۲)
- هنوز ترینیتی هستم (۱۹۷۱)
- الاغ طلایی: محاکمه برای حقایق عجیب دربارهٔ لوکیوس آپولیوس، شهروند روم (۱۹۷۰)
- این گروه مرگبار (۱۹۶۹)
- آب‌نبات (۱۹۶۸)
- زن، سکس و سوپرمن (۱۹۶۸)
- مرگ جنسیت ندارد (۱۹۶۸)
- فراتر از قانون (۱۹۶۸)
- شکار روباه (۱۹۶۶)
- جایزه بزرگ (۱۹۶۶)
- پیروزی ده گلادیاتور (۱۹۶۴)
- حمله سری (۱۹۶۴)
- سدوم و گمورا (۱۹۶۲)
- برده (۱۹۶۲)
- مایندادس (۱۹۶۱)
- روکو و برادرانش (۱۹۶۰)
- هانیبال (۱۹۵۹)
- الهه عشق (۱۹۵۷)
- میلیدی و تفنگدارها (۱۹۵۲)
- کجا می‌روی (۱۹۵۱)
- شاهین نیل (۱۹۵۰)
- تهران (۱۹۴۶)